# Bundesarbeitsgemeinschaft Spiel und Theater
Die Bundesarbeitsgemeinschaft  Spiel und Theater  e. V. (BAG) mit Sitz in Hannover ist eine deutsche Organisation in der außerschulischen und schulischen kulturellen Jugendbildung.
Sie ist ein Dachverband für bundesweit tätige Spiel- und Theaterzentren, Fachverbände der Spiel- und Theaterpädagogik und Arbeitsgemeinschaften. 22 Verbände und Organisationen sind Mitglieder. Vorsitzender ist Michael Zimmermann.

## Geschichte
Im Mai 1953 wurde in Königswinter am Rhein die Bundesarbeitsgemeinschaft für Laienspiel und Laientheater auf Initiative von Rudolf Mirbt gegründet. Sie knüpfte an das Laienspiel der Jugendbewegung und Reformpädagogik an, suchte darüber hinaus aber die Begegnung mit  Spiel- und Theaterphänomenen.  Von Beginn an waren das Jugendspiel, das Schulspiel und das Spiel der Erwachsenen in der BAG vertreten.

## Wirkungsbereiche
Der Verein berät in Fragen der Förderung, Vermittlung von Projekten und Referenten. Zugleich erstellt sie zielgruppenorientierte Programme auf nationaler und internationaler Ebene sowie interkulturelle, entwicklungsbezogene Begegnungsprogramme und Modellversuche im In- und Ausland sowie Fachkonferenzen für Multiplikatoren. Zur Öffentlichkeitsarbeit gehört Korrespondenzen, eine Zeitschrift für Theaterpädagogik.
Der Verein ist Mitglied der Bundesvereinigung Kulturelle Kinder- und Jugendbildung, des Deutschen Kulturrats, des Rats Darstellender Kunst und Tanz/Deutscher Kulturrat, des Fonds Darstellende Künste, der Bundesakademie für kulturelle Bildung Wolfenbüttel, der Kulturpolitischen Gesellschaft, der Arbeitsgemeinschaft der deutschsprachigen Amateurtheater, der International Amateur Theatre Association, des Central European Committee und European Drama Encounter.